# Заиди, Мустафа
Мустафа Заиди (урду مصطفیٰ زیدی‎, род. 10 октября 1930, Аллахабад — 12 октября 1970, Карачи) — пакистанский поэт, писавший на языке урду.

## Биография
Родился Сайед Мустафа Хаснайн Заиди 10 октября 1930 года в городе Аллахабад в Индии. Опубликовал свой первый сборник стихов в возрасте 17 лет. Получив степень магистра из английской литературы в 1952 году в Правительственном колледже в Лахори, Заиди сначала преподавал в колледже Исламия в Карачи, а затем в Пешаварском университете. В 1954 году он прошел конкурсный экзамен и был отправлен в Англию для обучения, прежде чем получить должности заместителя комиссара и заместителя секретаря.
Начальная фаза поэзии Заиди была романтичной, во всех смыслах этого слова. В публикации своего первого сборника стихов «Zanjeeren» в возрасте 17 лет, он показал на удивление зрелый стиль и ментальный уровень, что редко достигается в подростковом возрасте. Вскоре он нашел свой собственный стиль и оставив старомодный романтизм, Заиди стал оплакивать безжалостную реальность обыденности. Хотя некоторые из его газелей являются часто цитируемыми, все же поэма была его сильной стороной, например «Акуам-и-Муттахида» («Организация Объединенных Наций»), где он выражал свое недовольство этой организацией.
Последний год жизни поэта был тяжелым. Его отстранили от работы. Через его измену, жена-немка его оставила, забрав двух детей в Германию. Единственной его опорой стала любовница Шахназ Гюль. Она стала его музой, которой он посвятил пять последних своих стихов.
12 октября 1970 года в гостиничном номере в Карачи обнаружено тело поэта со следами отравления. Рядом лежала без сознания Шахназ Гюль. Есть две версии преждевременной смерти Мустафы Заида. Первая утверждает, что он был отравлен Шахназой Гюль. Другая говорит, что он наложил на себя руки. Никто же не знает наверняка, что на самом деле произошло в ту роковую ночь.

## Произведения
- "Zangeerein" (1949)
- "Roshni" (1950)
- "Shehr-e-Azar" (1958)
- "Mauj Meri Sadaf Sadaf" (1960)
- "Gareban" (1964)
- "Qaba-e-Saaz" (1967)
- "Koh-e-Нида" (1971) (опубликован посмертно)